# Arenaria suffruticosa
Arenaria suffruticosa là loài thực vật có hoa thuộc họ Cẩm chướng. Loài này được Fior & P.O.Karis mô tả khoa học đầu tiên năm 2007.